# Green Point
Green Point – północna dzielnica miasta Hobart, położona na południe od dzielnicy Bridgewater.  